# Dorcadion borisi
Dorcadion borisi là một loài bọ cánh cứng trong họ Cerambycidae.